# شاندور پتوفی

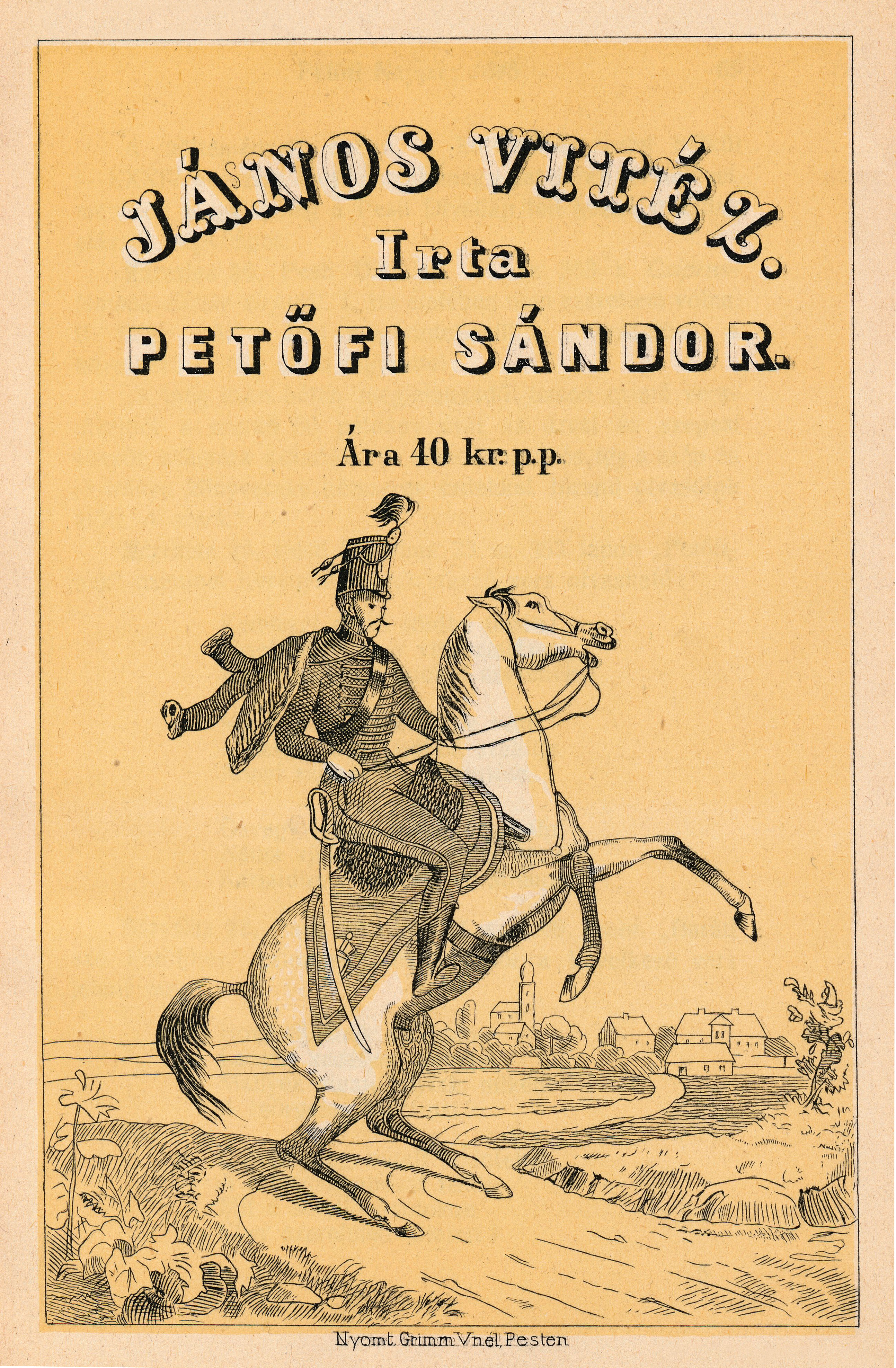
جلد اولین نسخهٔ چاپی از شعر حماسی یانوش پهلوان - نقاشی از شوما اورلائی پتریچ

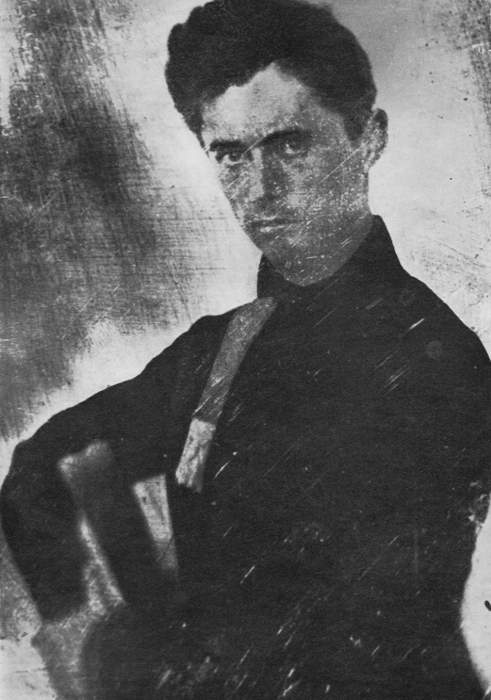
پرترهٔ پتوفی - داگرئوتایپ از گابور اِگرِشی ۱۸۴۴ یا ۱۸۴۵

شاندور پِتوفی (به مجاری: Petőfi Sándor) (زاده اول ژانویه ۱۸۲۳ با نام اصلی شاندور پتروویچ – درگذشتهٔ احتمالاً ۳۱ ژوئیهٔ ۱۸۴۹) شاعر، انقلابی لیبرال و یکی از افراد مؤثر و الهام‌بخش در انقلاب ۱۸۴۸ مجارستان بود که تبدیل به جنگ استقلال شد و در پایان انقلاب در نبرد شِگِش‌وار ناپدید شد. او به عنوان شاعر ملی مجارستان شناخته می‌شود.

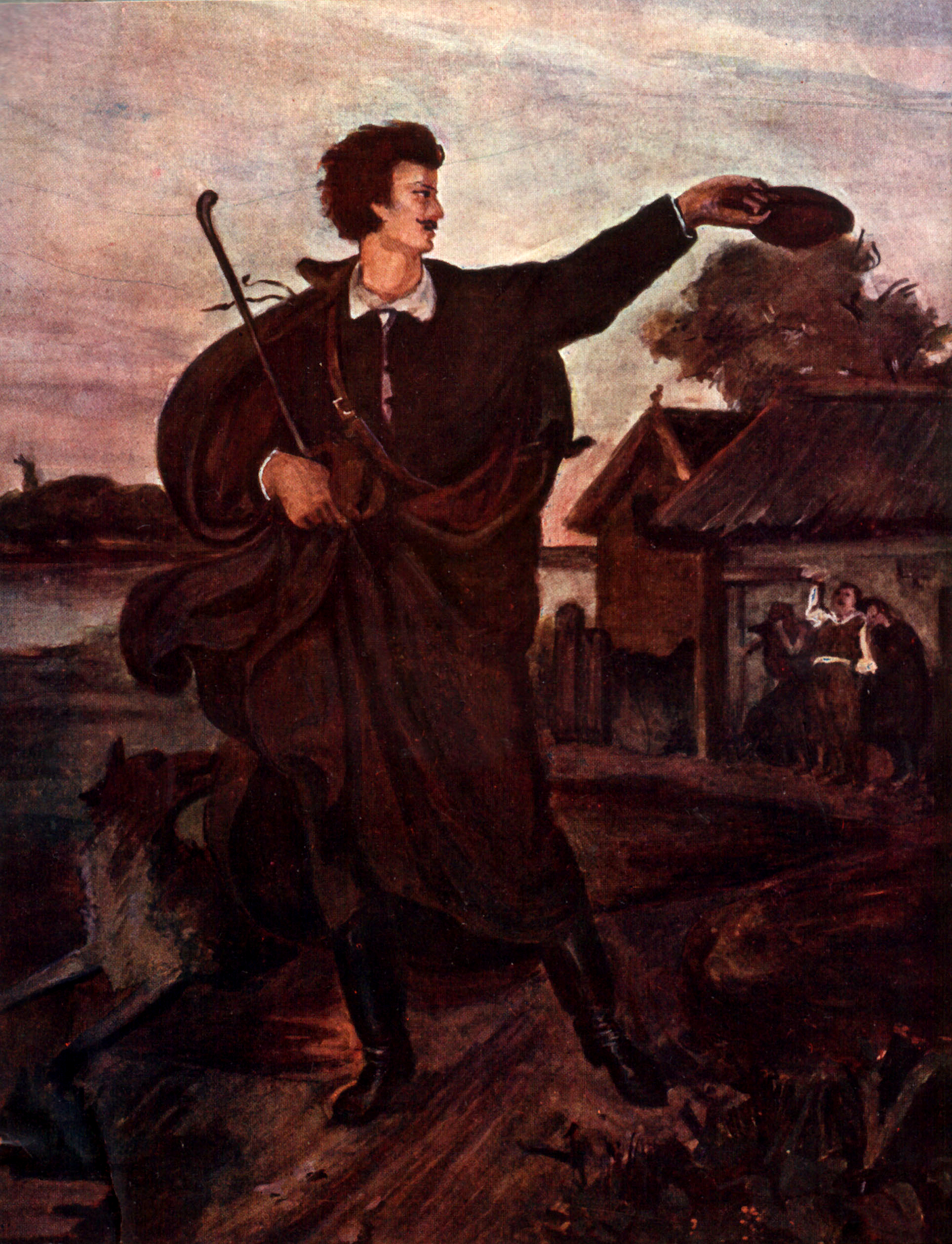
خداحافظی پتوفی از خانواده - نقاشی از میهای مونکاچی

## سرگذشت

### سالهای اولیه
پتوفی در اول صبحِ سال نوی ۱۸۲۳ در شهر کیش‌کوروش در پادشاهی مجارستان - امپراتوری اتریش متولد شد. جمعیت کیش‌کوروش در نتیجه سیاست هابسبورگ‌ها برای اسکان غیر مجارها در مناطق ویران شده توسط ترکان عثمانی، عمدتاً از اسلواک‌ها تشکیل شده‌بود. نام تولد او به لاتین با عنوان الکساندر پتروویچ نوشته شده‌بود. پدرش ایشتوان (استفان) پتروویچ، صاحب قصابی و رستوران‌چی روستا، نسل دوم صرب، اسلواک و مهاجری از دشت بزرگ مجارستان بود. ماریا هْروس، مادرش، قبل از ازدواج خدمتکار و او نیز اسلواک بود و با لهجه به مجاری صحبت می‌کرد. به‌علت جابجائی خانواده از شهری به شهر دیگر و اهمیتی که پدر به کیفیت آموزش پتوفی می‌داد، او را در نُه مدرسهٔ مختلف نام‌نویسی کردند.
او بهترین، در کلاس دستور زبان مجاری بود، خوب نقاشی می‌کشید، زبان‌های لاتین و آلمانی به‌خصوص شعرهای لاتین هوراس را را نیز فراگرفته‌بود و به شعر و تاریخ آن علاقه نشان می‌داد، ولی با این وجود در کل شاگرد خوبی در مدرسه نبود. در ۱۸۳۶ به بازیگری علاقه‌مند شد که با مخالفت شدید پدرش از آن منصرف شد. در ۱۸۳۸ به غیر از درس تاریخ طبیعی، دروس دیگر را با نمرات خوبی قبول شد. اولین شعر خود را برای دختری با نام اِمیلیا نیز در همین زمان سرود.

هم‌زمان با سرآمدن دوران شاد کودکیِ پتوفی، خانواده‌اش در سیل ویرانگری که در ۱۸۳۸ بر اثر طغیان دانوب به وقوع پیوست، املاک خود را از دست داد و دچار ورشکستگی شد. پتوفی هم دیگر مدرسه را به پایان نبرد، در عوض به پست رفت و به کارهای مختلفی چون بازیگری در تئاتر و تعلیم خصوصی پرداخت.

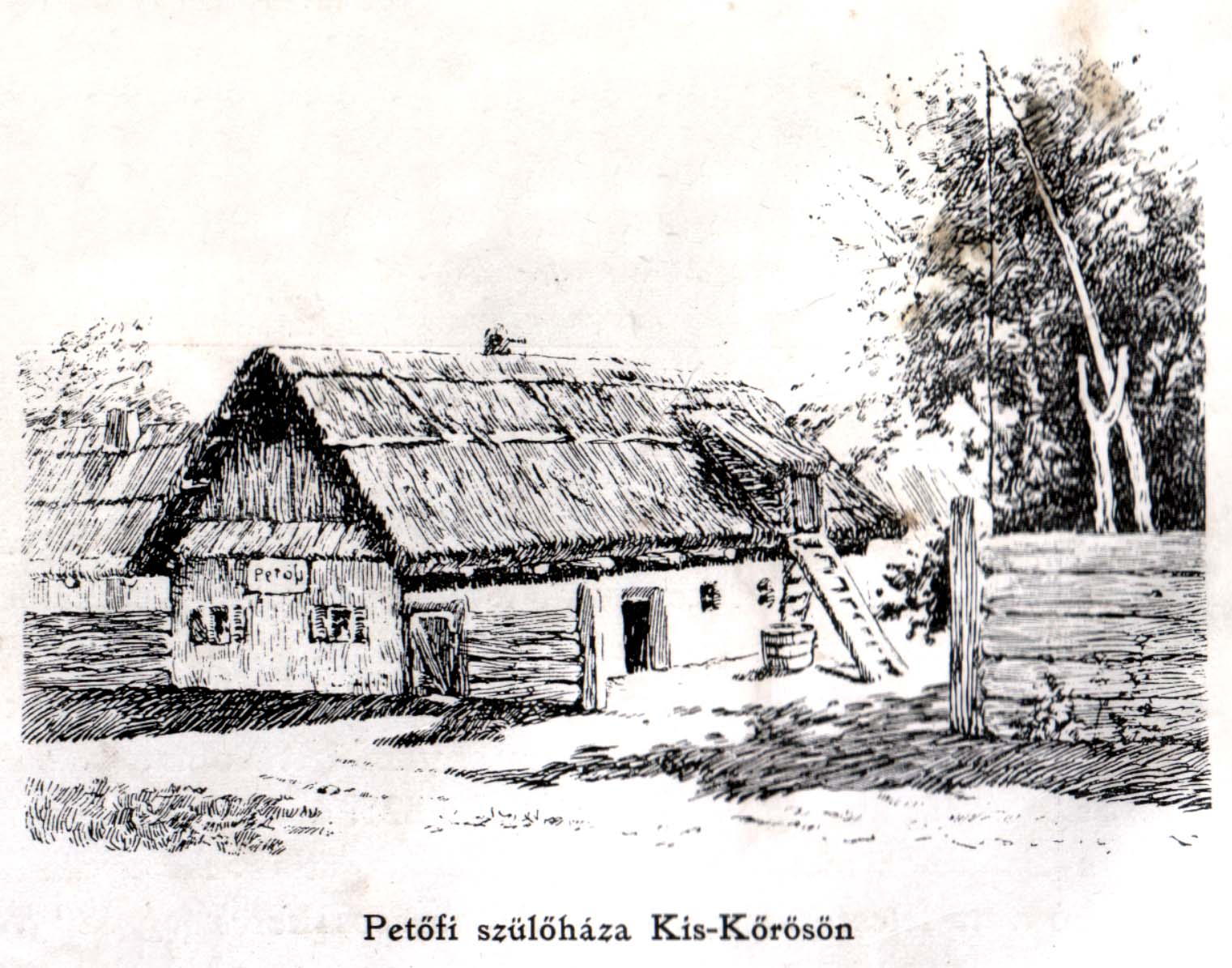
کلبه محل تولد پتوفی در کیش‌کوروش از آلبوم شخصی
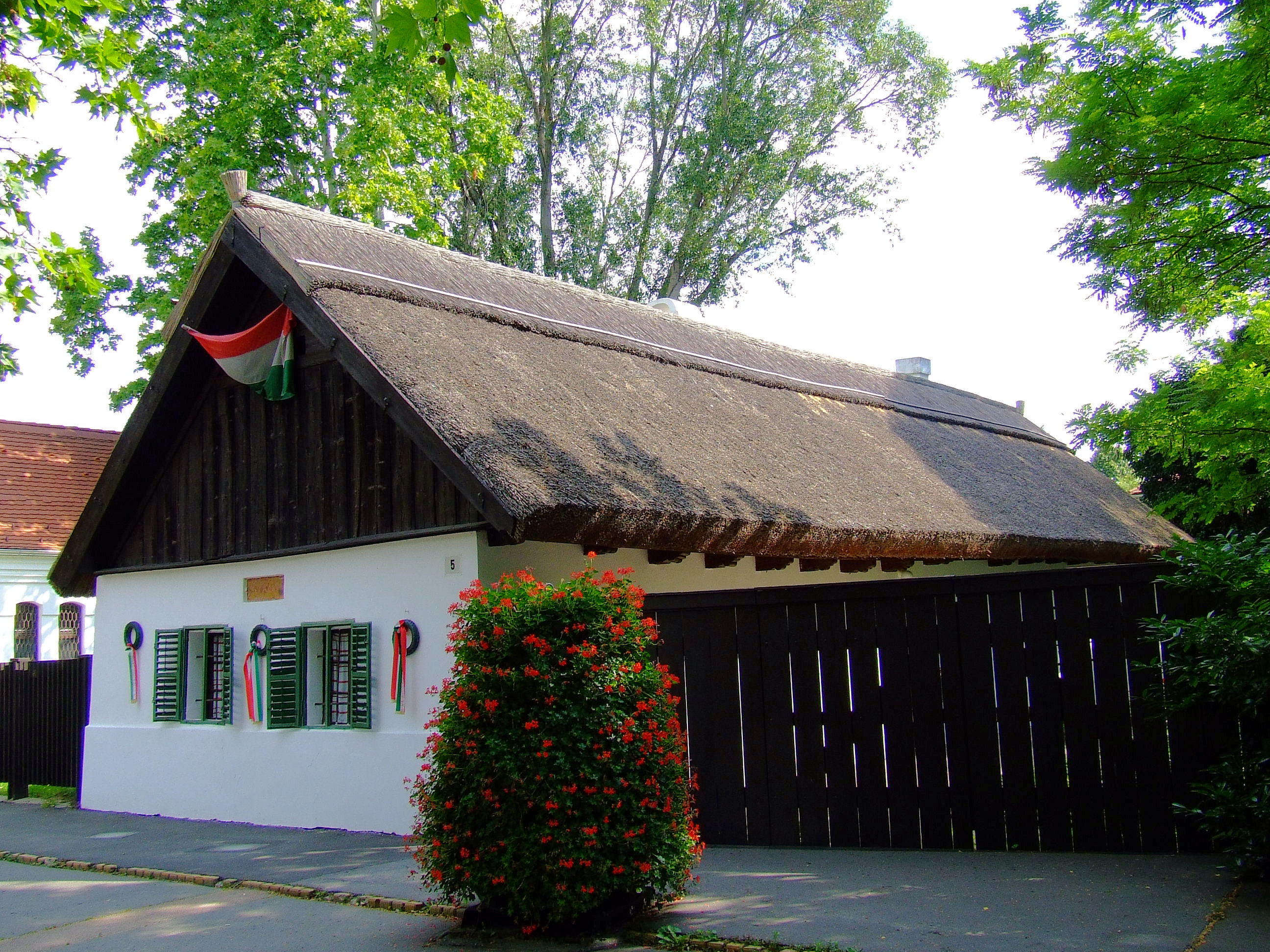
کلبه تولد پتوفی، امروز موزه
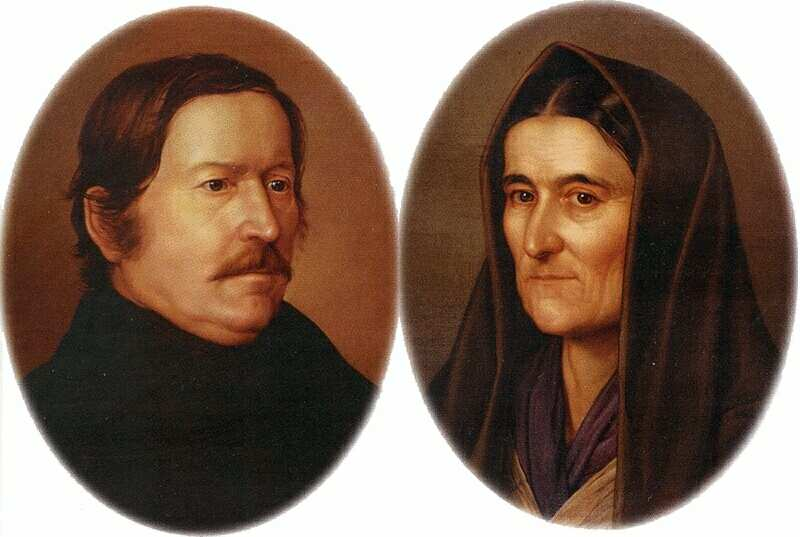
مادر و پدر

### آغاز شاعری
پتوفی پس از یک دوره سفر و ماجراجویی در پائیز ۱۸۴۱ در کالج پاپا نام‌نویسی کرد. در سال تحصیلی ‎۴۱–۴۲ امتحانات را با نمرهٔ خوبی به اتمام رساند. در موضوعات مورد علاقه‌اش مثل زبان‌های مجاری و آلمانی و جغرافیا بسیار عالی بود، اما به دروس دیگر بی‌توجه بود و آنها را دوست نداشت. او شیفتهٔ شاعری چون میهای چوکونائی ویتز بود و بیشترین تأثیر را از میهای ووروش‌مارتی گرفت. این دوره برای پیشرفت او بسیار مطلوب بود و با کسانی چون شوما اورلائی پتریچ، مور یوکائی، شاندور کوزما و دیگران آشنا شد. در این هنگام اولین شعرش را با نام شراب‌خانه نوشت که در مجلهٔ  ادبی آتنائوم، برای اولین بار با امضای پتوفی منتشر شد. در ۱۸۴۴ به پست رفت و توانست در آنجا شعرهایش را که دیگر محبوبیت یافته بودند به چاپ برساند. حماسهٔ یانوش پهلوان، که اثری کلاسیک در ادبیات مجارستان محسوب می‌شود، را پتوقی در همین زمان نوشت و بسیار مورد توجه قرار گرفت، به‌خصوص ووروش‌مارتی آن را بسیار تحسین کرد.

### ازدواج
پتوفی با یولیا سِندره‌ای، زنی شاعر و نامدار در ۱۸۴۷ ازدواج کرد و ماحصل این ازدواج تنها فرزندشان زولتان بود که در ۱۵ دسامبر ۱۸۴۸ به دنیا آمد.

### انقلاب ۱۸۴۸
دو روز پس از انقلاب وین، در ۱۵ مارس ۱۸۴۸ تظاهراتی نیز در پست برپا شد. پتوفی یکی از شخصیت‌های اصلی انقلاب که به عنوان رهبر جوانان مارس معروف شده‌بود، در خط مقدم تظاهرات قرار داشت و مهم‌ترین بیانیه ارادهٔ مردمی را نیز در این روز ارائه کرد که یکی اصول دوازده‌گانه انقلاب و دیگری ترانه میهنی بود؛ ولی پس از روز انقلاب نه پتوفی و نه هیچ‌یک از جوانان مارس به هیئت منصفه جراید راه پیدا نکردند و حتی پتوفی از تمام فعالیت‌های جمهوری‌خواهی تعلیق شد. اشرافیان، رهبری انقلاب را با اصلاحات آهسته‌تر و جانبداری امپراتور به دست گرفتند و پتوفی نتوانست به دایرهٔ نخبه‌های سیاسی بپیوندد.

### درگذشت
پتوفی در ارتش ترانسیلوانی به فرماندهی یوزف بم، در نبرد شِگِش‌وار، که یکی از آخرین جنگ‌های استقلال مجارستان در برابر امپراتوری اتریش در تاریخ ۳۱ ژوئیه سال ۱۸۴۹ بود، جنگید و از آن تاریخ ناپدید شد. از این رو تاریخ درگذشت وی را سال جنگ استقلال ۱۸۴۹ ضبط کرده‌اند.

## آثار پتوفی
از پتوفی فقط ۲۹ قطعه شعر به ترجمه محمود تفضلی و آنگلا بارانی در ۱۳۳۱ و ۱۳۵۷ (چاپ دوم) در سازمان کتاب‌های جیبی با عنوان شاندور پتوفی شاعر انقلابی مجار چاپ شده است. این کتاب با عنوان وطن نامرئی در ۱۳۹۶ ترجمهٔ دوباره و بازنشر شده است.
از دیگر آثار او می‌توان به موارد زیر اشاره‌کرد:
- یانوش پهلوان (۱۸۴۵)
- اولین شعر به نام شراب‌خانه (۱۸۴۲)
- مجموعه اشعار (۱۸۴۴)
- دومین مجموعه شعر (۱۸۴۶)
- ترانه میهنی (۱۸۴۸)

## تأثیر بر شاعران معاصر ایران
در ۱۹۷۳، یونسکو به‌مناسبت یکصد و پنجاهمین سالگرد تولد پتوفی در سراسر جهان از او تجلیل کرد. به همین مناسبت مجلسی در دانشگاه تهران برپا شد که محمدعلی اسلامی ندوشن دربارهٔ پتوفی سخنرانی کرد و دو قطعه شعر هم از اشعار ترجمه شدهٔ این شاعر توسط محمود تفضلی عرضه کرد.
با توجه به تعداد قطعات کمی که از پتوفی ترجمه شده، میزان تأثیرپذیری در بین شاعران معاصر همچون مهدی اخوان ثالث، هوشنگ ابتهاج، سیاوش کسرایی و احمد شاملو به‌نسبت چشمگیر است. کسرایی در شعر خانگی به‌شدت تحت تأثیر یا تقلید شعرهای سگ‌ها و گرگ‌های پتوفی است. همچنین اخوان ثالث همین دو شعر را بازسازی و سروده است. سایه نیز در ۱۳۳۲ دفتری به نام شبگیر به چاپ رساند که کاملاً تحت تأثیر اشعار پتوفی است، آخرین شعر آن به نام کاروان، علاوه بر تشابه بسیار زیاد به زنم و شمشیرم، از نظر تاریخ سرایش هم مربوط به زمان انتشار ترجمه اشعار پتوفی است.

## میراث
در خاطرهٔ جمعی مجارها، پتوفی پرآوازه‌ترین و محبوب‌ترین شاعر در تاریخ کشور و کسی است که انقلاب ۱۸۴۸ را با سرودن ترانه میهنی، با عبارت «برپا مجار» از روبروی تئاتر ملی به راه انداخت. از او به عنوان قهرمانی رومانتیک که در نبرد شگش‌وار در برابر تزار روس برای آزادی، برابری و برادری جنگید و در ۲۶ سالگی ناپدید شد، یاد می‌شود. امروزه نیز وقتی کسی گم می‌شود و اثری از او پیدا نیست مثال: «همان‌طور ناپدید شد که پتوفی در مِه» را می‌زنند.

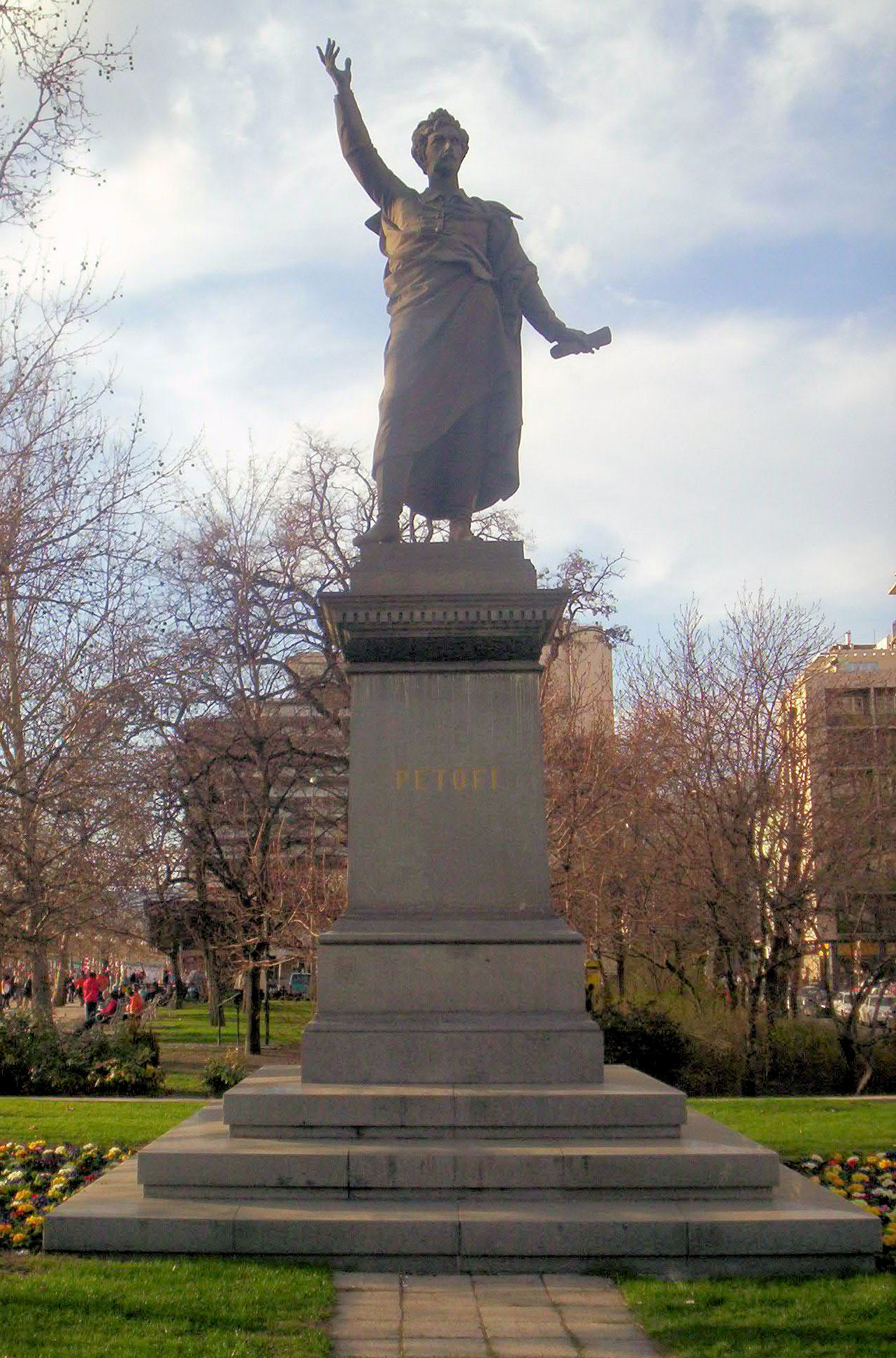
مجسمهٔ پتوفی در بوداپست اثر میکلوش ایژو در حال خواندن ترانهٔ میهنی: «برپا مجار!...»
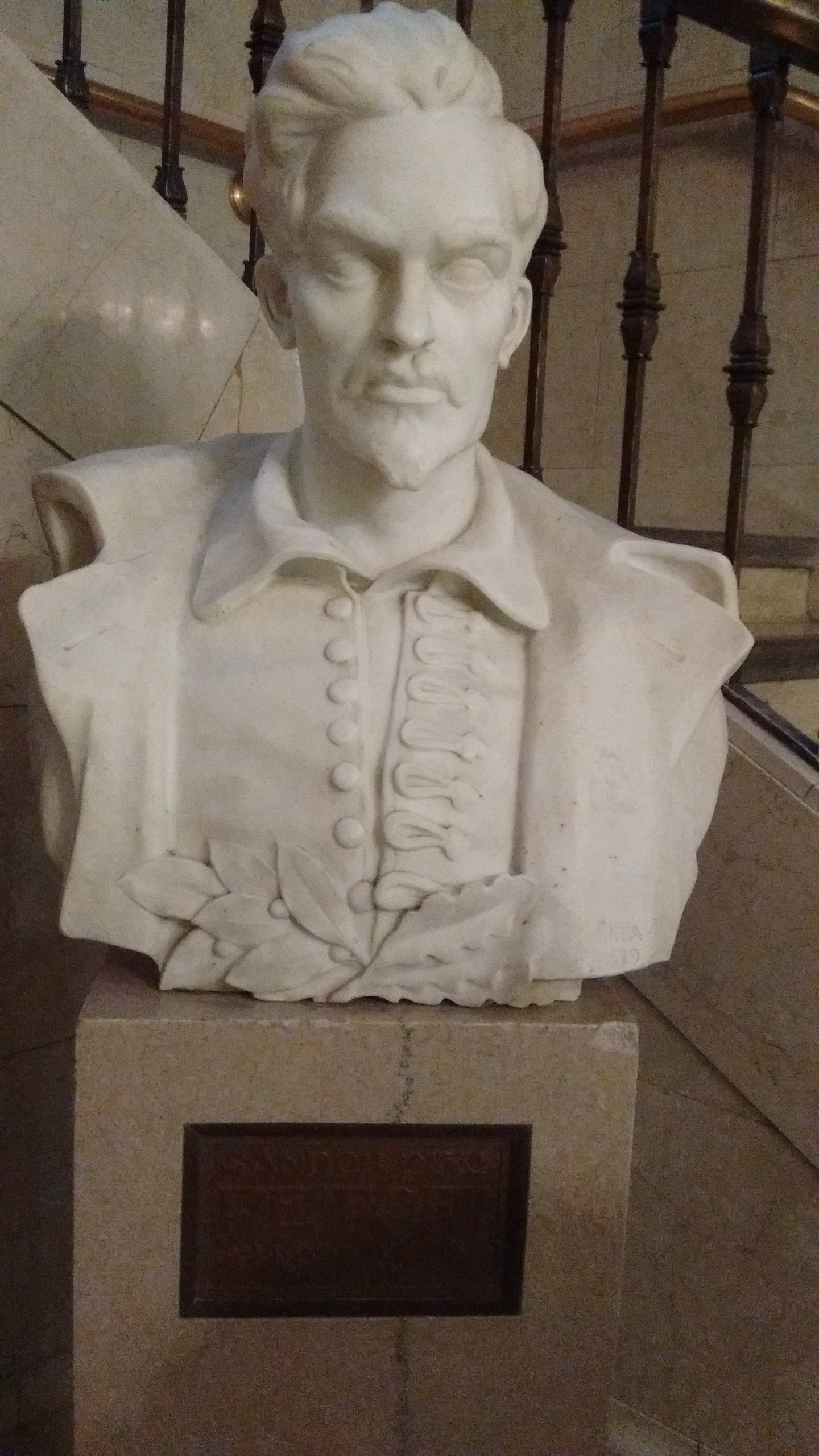
تندیس نیم تنه پتوفی در کتابخانه عمومی کلیولند
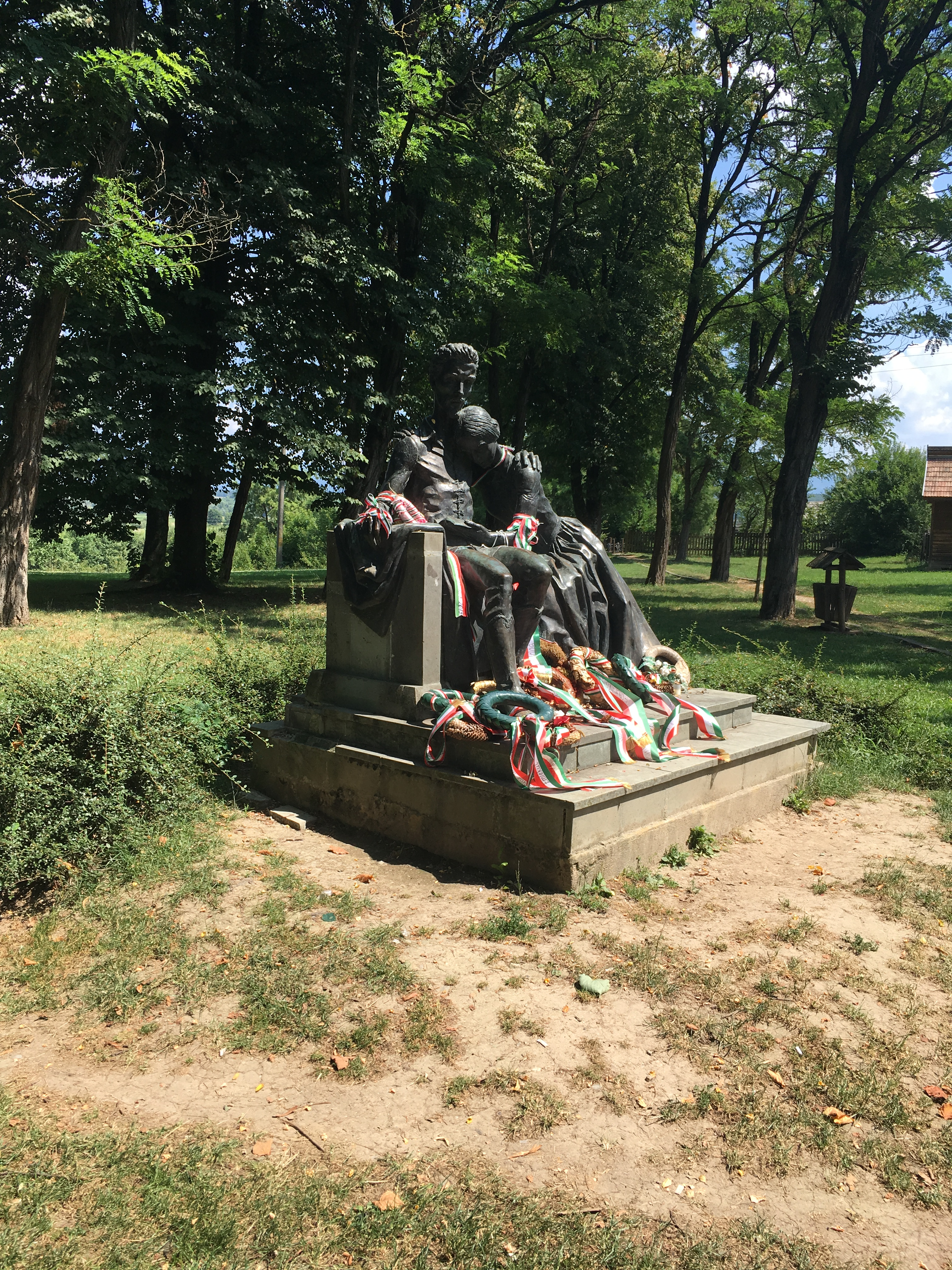
مجسمهٔ پتوفی و همسرش در قصر تِلِکی در ترانسیلوانی محل ماه عسل

## یادداشت
1. ↑  الکساندر معادل لاتین شاندور به مجاری است.
2. ↑  Athenaeum
3. ↑  یانوش پهلوان (János vitéz)، داستان چوپان جوانی، از خانه و کاشانهٔ برون رانده شده‎، است که رهسپار راهی طولانی و پرماجرا می‌شود و برای یافتن معشوق خود با آدم‌های بد و شروری از جمله جادوگرها و ترک‌ها نبرد می‌کند.